# EverQuest
EverQuest  (EQ) es un juego de rol multijugador masivo en línea (MMORPG) de temática fantástica en 3D desarrollado originalmente por Verant Interactive y 989 Studios para PC con Windows. Fue lanzado por Sony Online Entertainment el 16 de marzo de 1999 en Norteamérica, y por Ubisoft en Europa el 28 de abril de 2000. El 24 de junio de 2003 se lanzó una versión dedicada para Mac OS X, que funcionó durante diez años antes de su cierre en noviembre de 2013. En junio de 2000, Verant Interactive fue absorbida por Sony Online Entertainment, que asumió todas las tareas de desarrollo y publicación del título. Más tarde, en febrero de 2015, la empresa matriz de SOE, Sony Computer Entertainment, vendió el estudio a la sociedad de inversión Columbus Nova y fue rebautizado como Daybreak Game Company, que sigue desarrollando y publicando EverQuest.
Fue el primer MMORPG de éxito comercial que empleó un motor de juego 3D, y su éxito fue de una escala sin precedentes EverQuest ha tenido una amplia influencia en lanzamientos posteriores dentro del mercado, y ocupa un lugar importante en la historia de los juegos multijugador masivos en línea.
El juego superó las primeras expectativas de suscripción y aumentó su popularidad durante muchos años después de su lanzamiento. Actualmente se considera uno de los mejores videojuegos de la historia. Ha recibido numerosos premios, entre ellos el GameSpot Game of the Year de 1999 y el Technology & Engineering Emmy Award de 2007. Aunque docenas de juegos similares han ido apareciendo y desapareciendo a lo largo de los años, EverQuest sigue siendo una empresa comercial viable, con nuevas expansiones que se publican regularmente, más de veinte años después de su lanzamiento inicial. Ha dado lugar a una serie de medios derivados, como libros y videojuegos, así como a una secuela, EverQuest II, que se lanzó en 2004.
Antes se debía pagar el juego y una mensualidad para poder jugar, pero hace poco lo han vuelto un juego totalmente gratuito.

## Jugabilidad
Muchos de los elementos de EverQuest se han extraído de los juegos MUD (Multi-User Dungeon) basados en texto, en particular los DikuMUD, que a su vez se inspiraron en los juegos de rol tradicionales como Dragones y Mazmorras.  En EverQuest, los jugadores crean un personaje (también conocido como avatar, o coloquialmente como char o toon) seleccionando una de las doce razas del juego, que eran humanos, elfos altos, elfos de madera, semielfos, elfos oscuros, eruditos, bárbaros, enanos, halflings, gnomos, ogros y trolls. En la primera expansión se introdujeron los lagartos (Iksar). La gente-gato (Vah Shir), la gente-rana (Froglok), y la gente-dragón (Drakkin) fueron introducidas en expansiones posteriores. En la creación, los jugadores seleccionan la ocupación aventurera de cada personaje (como mago, guardabosques o clérigo - llamada clase -), una deidad patrona, y la ciudad inicial. La personalización del aspecto facial del personaje está disponible en el momento de la creación (pelo, color de pelo, estilo de cara, vello facial, color de vello facial, color de ojos, etc.).
Un Gigante de Arena se enfrenta a un grupo en el Oasis de Marr, una zona desértica. Los modelos poco poligonales de los personajes y la sencilla interfaz de usuario sugieren que esta captura de pantalla fue tomada entre 1999 y 2002.
Los jugadores mueven a su personaje por el mundo de fantasía medieval de Norrath, a menudo luchando contra monstruos y enemigos para conseguir tesoros y puntos de experiencia, y opcionalmente dominando habilidades comerciales. A medida que progresan, los jugadores suben de nivel y ganan poder, prestigio, hechizos y habilidades mediante valerosas hazañas, como entrar en castillos y fortalezas invadidos, derrotar a los dignos oponentes que se encuentran en ellos y saquear sus restos. También se puede obtener experiencia y equipo de prestigio completando misiones encomendadas por personajes no jugadores que se encuentran por todo el territorio.
EverQuest permite a los jugadores interactuar con otras personas a través de juegos de rol, uniéndose a gremios de jugadores y batiéndose en duelo con otros jugadores (en situaciones restringidas - EverQuest sólo permite el combate jugador contra jugador (PVP) en el servidor específico de PvP, zonas de arena específicas y a través de duelos acordados).
El mundo de juego de EverQuest consta de más de quinientas zonas.

## Descripción
En el mundo del EverQuest, el jugador explora un mundo que recuerda al creado por Tolkien un mundo de fantasía, con espadas y magia, luchando con monstruos para conseguir tesoros y puntos de experiencia mientras interaccionan con otros jugadores. Cuanto más avanzan los jugadores, suben de nivel, ganando poder, prestigio y habilidades. También pueden conseguir objetos para sus personajes de muchas maneras, matando monstruos (y recogiendo el botín que estos llevan), llevando a cabo misiones (que les son procuradas por personajes no jugadores), o consiguiendo materiales básicos (madera, hierro, oro,...) y forjándolos ellos mismos artesanalmente. Hereda gran parte de su estructura y reglas del famoso juegos de rol Dragones y Mazmorras (Dungeons & Dragons), así como de los MUDs en especial del DikuMUD.
El juego posee un rico entorno en 3D, en el ficticio mundo de Norrath, su luna Luclin, y los Planos. La extensión de EverQuest es tal que muy pocos han estado en las 230 zonas que conforman el mundo. Hay varios mundos coexistentes de EverQuest discurriendo en los diferentes servidores, cada uno albergando entre 1000 y 3000 jugadores conectados simultáneamente. Después de seleccionar un servidor, el jugador puede crear diversos personajes, escogiendo entre múltiples razas y clases (humanos, trolls, gnomos, enanos, Vah Shir...). El objetivo básico del juego consiste en unirse en un grupo con algunos compañeros y matar monstruos para conseguir puntos de experiencia. Además de esto un jugador también puede explorar, unirse a un gremio de jugadores, dominar sus habilidades para construir objetos, retar a otros jugadores en duelo (solamente en situaciones especiales),...
Mientras que algunas partes de EverQuest pueden ser jugadas en solitario, sin la ayuda de otros jugadores, EQ está en realidad muy centrado en el juego en grupo. Un solo jugador no será capaz de superar muchas de las batallas. Gran parte del juego puede ser llevado a cabo por un pequeño grupo, alrededor de 6 personas, pero las más arriesgadas (y también más recompensadas) luchas pueden requerir la cooperación de muchos jugadores, a veces incluso varios gremios, juntándose más de 100 jugadores.
Everquest se lanzó con algunas dificultades técnicas el 16 de marzo de 1999, pero rápidamente se convirtió en un éxito. Para finales de 1999, había sobrepasado en número de subscripciones a su competidor, Ultima Online. El número continuó subiendo constantemente hasta mediados de 2001 cuando comenzó a disminuir el crecimiento. En el año 2004 Sony anunció que tenía casi 450,000 subscriptores. 
En 2014, se anunció su expansión número 21, The Darkened Sea

## Polémica en Brasil
El estado de Goiás, en el centro de Brasil, comenzó a retirar de las tiendas los videojuegos 'Counter Strike' y 'EverQuest', siguiendo una resolución de un Tribunal Federal que los prohibió en todo Brasil por su violencia. Ambos videojuegos fueron considerados "impropios para el consumo", por una resolución judicial dictada por un Tribunal Federal, según informó la Secretaría de Protección de los derechos del Consumidor del estado de Goiás en un comunicado.
El juego 'EverQuest', según el comunicado, "desvirtúa totalmente" al jugador con "conflictos psicológicos pesados", porque puede verse obligado a mentir, sobornar y asesinar.
Según la justicia brasileña, estos juegos "pueden formar individuos agresivos".